# Félix Ismael Rodríguez
Félix Ismael Rodríguez Mendigutia (La Habana, 31 de mayo de 1941) es un anticastrista y exagente de la Agencia Central de Inteligencia CIA de los Estados Unidos, famoso por haber participado en la Invasión de Bahía de Cochinos, la caza de Ernesto Guevara en Bolivia, y sus vínculos con el presidente George H. W. Bush durante el escándalo Irán-Contra. Fue condecorado por la CIA con la Estrella de Inteligencia y nueve Cruces al Valor por Vietnam del Sur.

## Biografía
La familia de Rodríguez abandonó Cuba cuando este contaba con 14 años. Participó primero en la Legión Anticomunista del Caribe dirigida por el dictador dominicano Rafael Trujillo, hasta el fracaso de la invasión a Cuba en 1959.

## Ingreso a la CIA y Bahía de Cochinos
En 1960 fue reclutado por la CIA y asignado a las operaciones organizadas para derrocar a Fidel Castro. En 1961 fue voluntario a Guatemala para participar como miembro de una brigada especial, la Brigada de Asalto 2506, con más de 660 cubanos exiliados. Allí fue asignado a un grupo comando con la misión de infiltrarse en Cuba, organizar el movimiento anticastrista y apoyar una invasión que abriera la intervención abierta de Estados Unidos. La operación estaba en conocimiento del Presidente John F. Kennedy quien prestó su aprobación final, aunque limitada, motivo por el cual luego sería considerado como un traidor por algunos en la comunidad cubana exiliada en Miami.
Rodríguez ingresó clandestinamente a Cuba el 28 de febrero de 1961, como líder del "team" de infiltración de la Provincia de Las Villas, entrando a Cuba por vía marítima y uniéndose con el movimiento anticastrista Movimiento de Recuperación Revolucionaria (MRR) que operaba en todas las provincias de la isla. 
El 15 de abril de 1961 el Ejército de Liberación Cubano, integrado por 1.500 hombres, organizó su partida de Nicaragua, con apoyo del dictador Anastasio Somoza, para desembarcar el 17 de abril en la Playa Girón de la Bahía de Cochinos, en la zona central de la costa sur de Cuba. La Invasión de Bahía de Cochinos resultó un desastre. El barco que llevaba las municiones fue hundido por la aviación Cubana. La brigada peleó tomando todas las posiciones asignadas en el primer día del desembarco.
Al tercer día se agotaron todas las municiones y no hubo un plan de contingencia para reabastecerlos. No se rindieron, pero en su inmensa mayoría fueron capturados y llevados a La Habana.
Las tropas rebeldes fueron rápidamente controladas por el ejército cubano y Kennedy se negó a enviar al ejército estadounidense en su apoyo, como estaba contemplado. Félix Rodríguez era el brigadista n.º 2718.
Félix Rodríguez fue sorprendido en La Habana cuando comenzó la invasión sin que le hubieran avisado, ya que la CIA temía la posibilidad de una filtración. Intentó comunicarse sin resultado y permaneció en su refugio siguiendo los acontecimientos por televisión. El 20 de abril fue sacado de su escondite con el automóvil de Alejandro Vergara, encargado de prensa y propaganda de la Embajada de España y días más tarde llevado a la Embajada de Venezuela donde se le concedió asilo político. Salió para Caracas el 13 de septiembre de 1961.
A principios de 1963, fue comisionado por el presidente Kennedy como segundo teniente del Ejército de Estados Unidos conjuntamente con 209 oficiales de la Brigada 2506, sirviendo hasta septiembre de ese mismo año en la base militar de Fort Benning en el Estado de Georgia.
Después de la derrota de la invasión a Cuba, se unió a finales de 1963 en Centroamérica en una operación anticastrista liderada por el doctor Manuel Artime, quien fue el líder civil de la Brigada de Asalto 2506. Esa operación fue apoyada directamente por el presidente Kennedy y su hermano Bobby Kennedy. En 1965 terminó esa operación.
Su nombre es mencionado dentro de una lista de miembros de la mafia anticubana adscritos al Directorio Revolucionario Estudiantil,  cuya complicidad con la CIA y el FBI está supuestamente relacionada con el magnicidio de John F. Kennedy.
Desde la base de Miami continuó en operaciones contra el régimen castrista hasta que fue seleccionado en 1967 para asesorar al Segundo Batallón de Rangers del Ejército Boliviano quien capturó el 8 de ese mismo año al Che Guevara en la selva boliviana.

## Captura y asesinato del Che Guevara en Bolivia

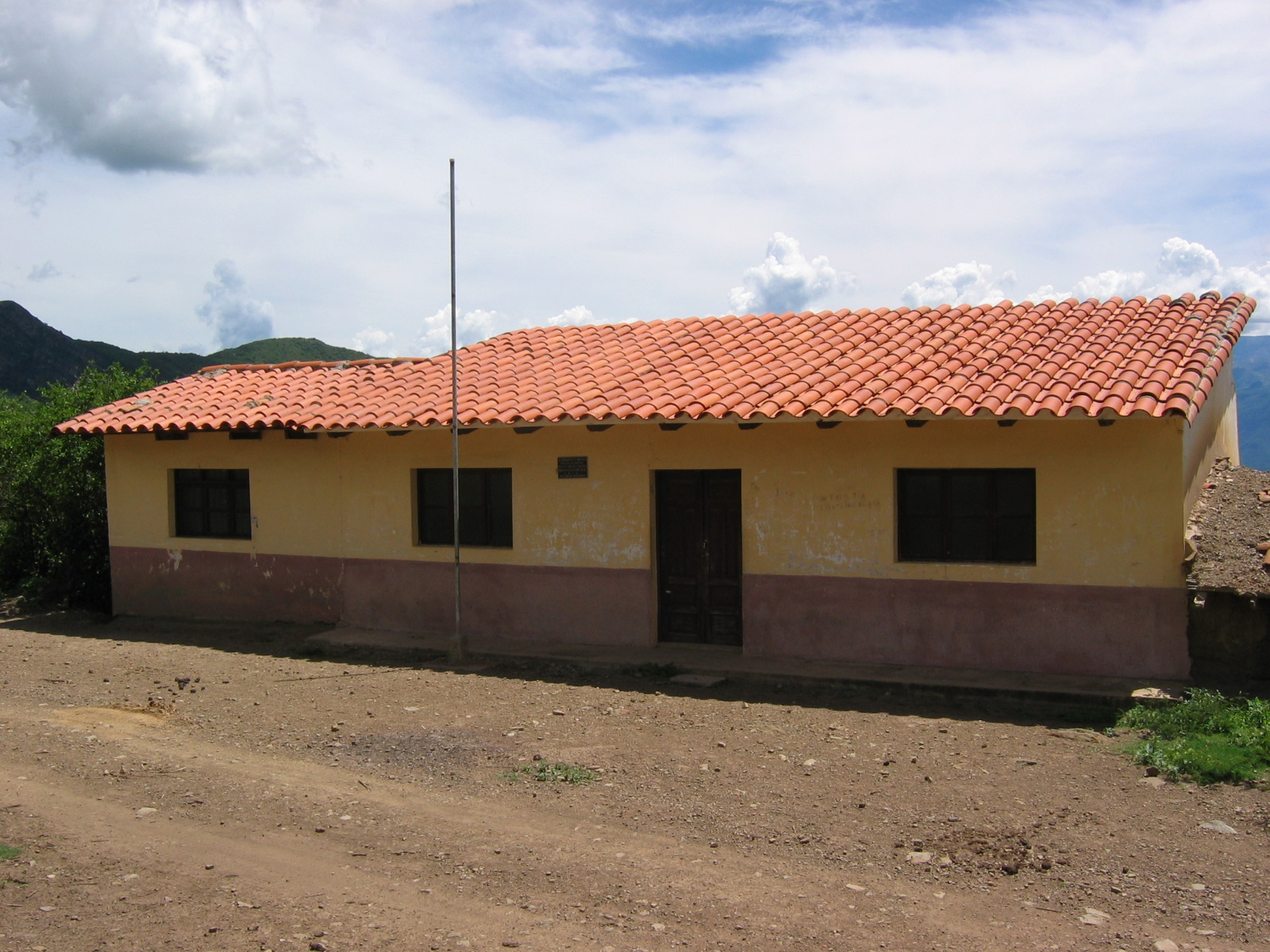
Escuela de La Higuera, donde estuvo prisionero y fue asesinado el Che Guevara.

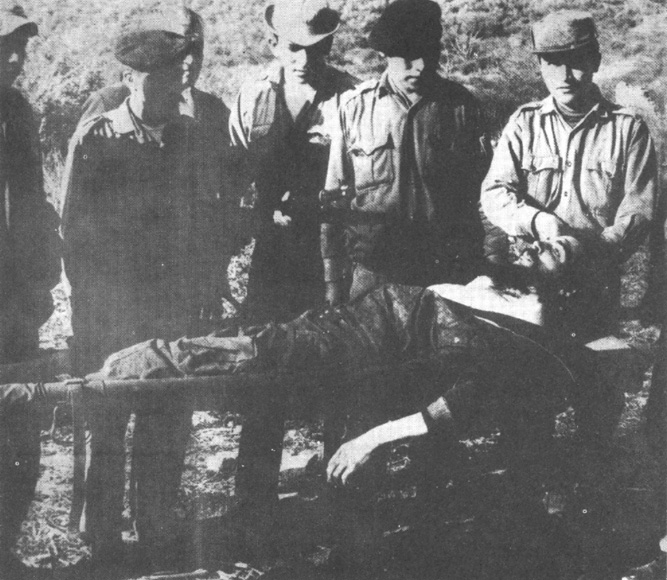
El cuerpo de Ernesto Che Guevara en La Higuera junto a militares bolivianos.

En abril de 1967, la CIA daba por muerto a Ernesto Guevara en el Congo; pero la captura de dos desertores, Régis Debray, un francés y el argentino Ciro Bustos alias el Pelao,  vinieron a develar el paradero del Che Guevara y sus actividades en Bolivia.  Félix Rodríguez a través de los hechos juzgaría a futuro que:

-Fidel Castro envió al Che a Bolivia sabiendo que lo condenaba a muerte-

Para afirmar esto, Rodríguez se apoyaba en los siguientes hechos: el transmisor suministrado por Cuba estaba dañado y no podía contestar ningún mensaje, la ruptura entre el Che Guevara y Mario Monje, líder del partido comunista boliviano, el sorpresivo retiro de Renán Montero de la inteligencia cubana.
El 28 de abril de 1967, Bolivia y Estados Unidos firmaron un memorándum de entendimiento para crear, organizar y entrenar el Segundo Batallón Ranger, para ejecutar operaciones de contrainsurgencia en la selva, con asiento en Santa Cruz, la ciudad importante más cercana al río Ñancahuazú donde operaba la guerrilla que Ernesto Che Guevara había instalado a fines del año anterior.  Desde Panamá se envío un grupo de tropas especiales para entrenar a soldados bolivianos en la guerrilla contra insurgencia, la mayoría de estas tropas especiales eran cubanos exiliados pro americanos pero sin ciudadanía estadounidense.
Rodríguez contó que la decisión de la CIA de mandarlo a Bolivia a matar al Che Guevara surgió inmediatamente después de que Régis Debray, confirmara la presencia de Guevara en el grupo guerrillero de Ñancahuazú, Ciro Bustos proporcionó los retratos hablados de los guerrilleros y sus alias de chapa.
En junio se le ofreció la misión y el 1 de agosto ya estaba en La Paz bajo la identidad encubierta del empresario Félix Ramos, acompañado de otros 2 agentes cubano-estadounidenses, Gustavo Villoldo y José "Pepe" García Pino. Antes de salir, Rodríguez afirmó que la CIA le dio instrucciones de capturar vivo a Guevara si fuese posible, Rodríguez dudaba de esta posibilidad.
Rodríguez se instaló en la zona de combate,  interrogó a los prisioneros desertores, asimismo instruyó para buscar información en el campesinado de la zona, eso rindió sus frutos cuando un campesino de apellido Rojas delató la posición de la una de las columnas guerrilleras de Guevara.  Esto condujo en agosto de 1967 a la aniquilación de la vanguardia de los guerrilleros en el Vado del Yeso donde falleció una guerrillera llamada Tania.  Uno de ellos resultó capturado e interrogado, José Castillo Chávez, alias Paco, quien delató la posición del grueso de la insurgencia en Vallegrande y la forma en que operaban.
Rodríguez fue quien envió al Batallón Ranger a la caza en Vallegrande en la zona de La Higuera, donde el 8 de octubre en un combate en la Quebrada del Yuro eliminaron en combate a casi todos; pero capturaron vivo a Guevara y enviado a la localidad de La Higuera.
Una vez confirmada la identidad del Che, Rodríguez celebró en Vallegrande:

-Esa noche -añade- tuvimos una recepción en el hotelito en Vallegrande con velas, porque no había electricidad, y yo saqué dos botellas de Scotch que había comprado para un evento tan especial y brindamos-

Rodríguez envió un mensaje a Fuerte Langley en Estados Unidos solicitando lobby para mantener vivo a Guevara, ya que el gobierno boliviano quería eliminarlo. . 
Luego de que se confirmara que el Che Guevara había sido herido y capturado en Quebrada del Yuro y enviado a La Higuera, donde fue encarcelado en la escuela, Félix Rodríguez se dirigió allí junto con el Coronel Joaquín Zenteno Anaya, llegando en las primeras horas de la mañana. 
Una vez llegado a La Higuera, Rodríguez acompañado de militares bolivianos realizó el reconocimiento del prisionero:

-El Che estaba junto a una ventanita a la izquierda, tirado, amarrado de pies y manos, y en la pared de atrás estaban los cadáveres de dos cubanos muertos en combate. Tenía un balazo en la pierna, entre el tobillo y la rodilla, y había sido curado. La venda blanca que le cubría la herida se veía limpiecita, aunque la sangre la estaba mojando.

Ernesto Guevara estaba vestido pobremente, por calzado solo tenía unos calcetines raídos y unas alpargatas artesanales, una guerrillera y abundante cabellera y barba. 
Rodríguez inicialmente percibió en el Che una actitud desafiante y orgullosa; pero poco a poco logró entablar una conversación con el prisionero de diversos temas sobre su pasado en Cuba, e incluso logró obtener de regalo su pipa y su diario de combate.
La conversación fue interrumpida por un oficial boliviano quien le susurró a Rodríguez un código preestablecido, el gobierno de Bolivia deseaba su muerte sumaria y enviaba helicóptero para trasladar el cadáver.
Al mediodía, según su propia declaración, Rodríguez recibió personalmente la orden del presidente René Barrientos de asesinar al Che Guevara, transmitiéndola a los oficiales bolivianos con la indicación de que los disparos no fueran dirigidos al rostro, para simular una muerte en combate. Luego le comunicó al Che Guevara que sería fusilado.:

- “Comandante, lo siento”-

  Guevara entendió el alcance de la frase dicha por Rodríguez.
Antes del fusilamiento lo interrogó nuevamente y lo sacó del aula para sacarle varias fotografías, las últimas en las que aparece con vida (ver certificación de autenticidad de la CIA). A las 13:10 fue asesinado por el sargento Mario Terán, luego de que corrieran la misma suerte otros dos prisioneros.

Mandé a Terán que efectuara la orden. Le dije que debía dispararle (al Che) bajo el cuello ya que así podríamos probar que había sido muerto en combate. Terán pidió un fusil y entró a la sala con dos soldados: Cuando escuché los disparos anoté en mi cuaderno 1:10 pm, 9 de octubre de 1967.
 Entrevista de Félix Rodríguez a Claudio Gatti 

Dudé 40 minutos antes de ejecutar la orden. Me fui a ver al coronel Pérez con la esperanza de que la hubiera anulado. Pero el coronel se puso furioso. Así es que fui. Ese fue el peor momento de mi vida. Cuando llegué, el Che estaba sentado en un banco. Al verme dijo: «Usted ha venido a matarme». Yo me sentí cohibido y bajé la cabeza sin responder. Entonces me preguntó: «¿Qué han dicho los otros?». Le respondí que no habían dicho nada y él contestó: «¡Eran unos valientes!». Yo no me atreví a disparar. En ese momento vi al Che grande, muy grande, enorme. Sus ojos brillaban intensamente. Sentía que se echaba encima y cuando me miró fijamente, me dio un mareo. Pensé que con un movimiento rápido el Che podría quitarme el arma. «¡Póngase sereno —me dijo— y apunte bien! ¡Va a matar a un hombre!». Entonces di un paso atrás, hacia el umbral de la puerta, cerré los ojos y disparé la primera ráfaga. El Che, con las piernas destrozadas, cayó al suelo, se contorsionó y empezó a regar muchísima sangre. Yo recobré el ánimo y disparé la segunda ráfaga, que lo alcanzó en un brazo, en el hombro y en el corazón. Ya estaba muerto.

La muerte del Che Guevara y la participación de los Estados Unidos en la misma ha sido muy discutida. Originalmente Estados Unidos y el gobierno boliviano declararon públicamente que había muerto en combate el 8 de octubre de 1967. Sin embargo esas declaraciones han devenido indudablemente falsas, y todos los protagonistas han confirmado que fue fusilado clandestina e ilegalmente el 9 de octubre después del mediodía. Debido a que en Estados Unidos comenzó a cuestionarse en 1975 el papel de la CIA en asesinatos de diversos líderes políticos, ese organismo comenzó a difundir documentos que sugieren que en el caso de Guevara, la CIA se habría opuesto a que se lo asesinara.
Más allá de eso el papel de Félix Rodríguez en las últimas horas de vida de Guevara y el posterior tratamiento del cadáver han sido decisivas. Él mismo escribió un informe para la CIA al respecto en 1975 y ha realizado numerosos reportajes al respecto.
Allí interrogó y fotografió los documentos que tenía en su poder el guerrillero argentino-cubano, incluyendo su Diario de Bolivia. 
Luego del asesinato, Rodríguez ordenó que el cuerpo de Guevara fuera atado al helicóptero llevándolo él mismo a la cercana población de Vallegrande, donde fue expuesto al público durante dos días, antes de ser enterrado clandestinamente en una fosa común que fue descubierta en 1997.
En 1992 realizó el siguiente relato sobre el efecto emocional que sobre él tuvo la muerte del Che Guevara:

Al caminar en el aire fresco de la montaña, me di cuenta que jadeaba y se me hacía difícil respirar. El Che estaba muerto pero su asma un mal que nunca había padecido en mi vida, se me había transmitido. Aún hoy mi crónica falta de aliento es un recuerdo constante del Che y de sus últimas horas de vida en la aldea de La Higuera.

## Vietnam
Con posterioridad Félix Rodríguez fue enviado a la Guerra de Vietnam, donde voló en alrededor de 300 misiones en helicóptero, siendo derribado en cinco ocasiones. En 1971 entrenó las PRUs (Unidades de Reconocimiento Provincial), que se trataban de grupos de la CIA para operar bajo el Programa Fénix.
Rodríguez se mantuvo durante la Guerra de Vietnam y luego de ella bajo el mando de Donald Gregg. Durante la Operación Fénix, Rodríguez también estuvo bajo el mando de Ted Shackley, quien luego, cuando George Bush padre dirigió la CIA, fue ascendido a jefe de operaciones, y a su vez Don Gregg, cuando Bush llegó a Vicepresidente, fue su Asesor de Seguridad Nacional. Rodríguez estuvo en frecuente contacto con Don Gregg durante ese período.

## Irán-Contra y vínculos con George H.W. Bush

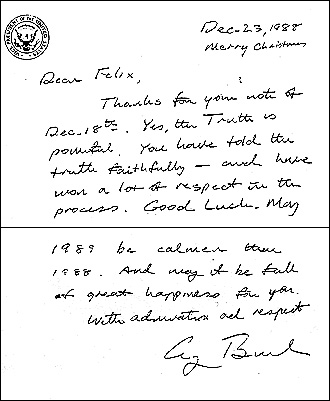
«Diciembre 23, 1988. Feliz Navidad.
Estimado Félix: Gracias por tu nota del 18 de diciembre. Sí, la Verdad es poderosa. Tú has dicho la verdad con convicción y obtenido mucho respeto en el proceso. Buena suerte. Que 1989 sea más calmado que 1988. Y que esté pleno de mucha felicidad para ti. Con admiración y respeto,
George Bush.».

El Informe Walsh revela mucha documentación que prueba que Rodríguez mantuvo tres contactos con George Bush padre durante el escándalo Irán-Contra desde 1983-1988. De hecho, en septiembre de 1986 el General John K. Singlaub le escribió a Oliver North expresándole su preocupación sobre el contacto diario de Félix Rodríguez con la oficina de Bush y le advirtió sobre el potencial daño al Presidente Ronald Reagan y el Partido Republicano. El Informe Walsh (Capítulo 25) señala que Charles Hill tomó las siguientes notas durante una reunión entre George Shultz y Elliott Abrams el 16 de octubre de 1986:

Felix Rodrigues [sic] -- Bush sabe de él desde los días de la CIA. FR es ex-CIA. En El Salv[ador] andaba por los bares diciendo que era amigo de Bush. Un a[ño] atrás Pdx [Poindexter] & Ollie [North] le dijeron al personal VP que dejaran de proteger a FR como amigo -- queríamos hacernos cargo de él desde su envolvimiento [sic] e[n] operaciones privadas. Nada se hizo así que él sigue ahí hablando de más.
Félix Ismael Rodríguez

Tres meses después Rodríguez se reunió con Donald Gregg, que era por entonces Consejero de Seguridad Nacional de Bush. El Informe Walsh (Capítulo 29) dice:

Gregg presentó a Rodríguez al Vice Presidente Bush en enero de 1985, y Rodríguez se reunió con el Vice Presidente otra vez en Washington, D.C., en mayo de 1986. También se reunión brevemente con el Vice President Bush en Miami en mayo 20 de 1986.

Rodríguez también se entrevistó y conversó repetidamente con el Consejero Gregg y su delegado, el Coronel Samuel J. Watson III. Como un indicador de su conexión, un solo capítulo del Informe Walsh titulado «Donald P. Gregg» (Capítulo 29) contiene 329 referencias a Rodríguez.
El 5 de octubre de 1986, un C-123 que llevaba a Eugene Hasenfus fue derribado sobre Nicaragua, muriendo los dos pilotos estadounidenses, William H. Cooper y Wallace B. Sawyer (hijo). Rodríguez intentó sin éxito avisarle a Donald Gregg, así que logró comunicarse con Watson quien a su vez notificó el hecho al Salón de Situación de la Casa Blanca. Al día siguiente Rodríguez volvió a llamar a Watson para decirle que el avión pertenecía al grupo de Oliver North. Hesenfus le contó a los periodistas que trabajaba para «Max Gomez», alias de Félix Rodríguez, y «Ramon Medina», alias para Luis Posada Carriles) de la CIA. 
El 10 de octubre de 1986, Clair George, jefe de la CIA para Operaciones Clandestinas, testificó ante el Congreso de que no tenía conocimiento de que hubiera alguna conexión entre Hasenfus y los agentes de la Central de Inteligencia. En 1992 George fue condenado por dos cargos de perjurio en su declaración, pero fue inmediatamente indultado por el presidente Bush.

## Tortura y asesinato de Kiki Camarena
En octubre de 2013 tres exagentes federales estadounidenses adscritos a la CIA y la DEA revelaron al semanario mexicano Proceso y a la cadena estadounidense Fox News que el agente de la DEA Enrique Camarena Salazar no habría sido asesinado en 1985 por órdenes de los jefes del narcotráfico en México durante el decenio de 1980, Rafael Caro Quintero y Ernesto "Don Neto" Fonseca, por cuyo delito han purgado largas sentencias, sino por Félix Ismael Rodríguez cuando fungía como agente de la CIA. El motivo del crimen fue que el agente de la DEA descubrió que el gobierno de Estados Unidos colaboraba con el narco mexicano en la importación y trasiego de drogas de Colombia a Estados Unidos vía México, con el fin de destinar las ganancias al patrocinio de los Contras en Nicaragua en su guerra contra el gobierno sandinista. Phil Jordan, exdirector del Centro de Inteligencia de El Paso (EPIC); Héctor Berrellez, exagente de la administración antidrogas de Estados Unidos que dirigió la operación Leyenda para esclarcer el asesinato (DEA), y Tosh Plumlee, expiloto de la Agencia Central de Inteligencia (CIA), aseguran tener las pruebas de que el propio gobierno estadounidense ordenó la ejecución de Camarena, además señalan a Rodríguez como el ejecutor, sin embargo ninguno ha presentado esas "supuestas pruebas" por lo que sus acusaciones no son creibles ni han sido probadas. 
En julio de 2020 se estrena la docuserie The Last Narc (El último infiltrado) donde participan entre otros altos cargos de la DEA, el propio Héctor Berrellez, la viuda de Camarena y tres expolicías y antiguos guardaespaldas de Ernesto Fonseca. El documental explica los detalles de las torturas y del interrogatorio, incluyendo algunas de las preguntas que Félix Rodríguez supuestamente realizó a Camarena en relación con la asociación a la que la CIA había llegado con el cartel de Guadalajara para traficar con cocaína y crack en Estados Unidos, con el objetivo de financiar a las contras nicaragüenses. Una vez más estas acusaciones son solo declaraciones, ya que las supuestas pruebas no han sido presentadas. 

## Activismo político

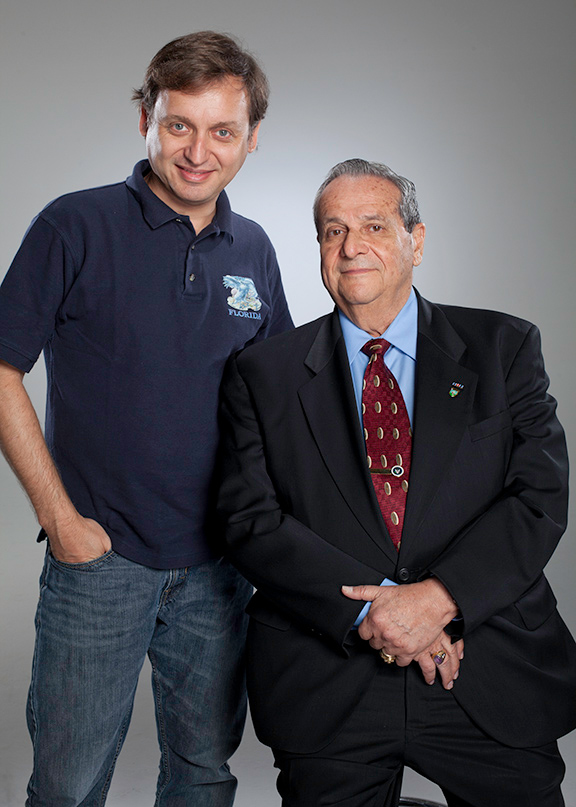
Félix Ismael Rodríguez (derecha), junto al periodista Horacio Cambeiro.

En abril de 1998 fue seleccionado y más tarde en el 2000 confirmado como Secretario de Relaciones Exteriores de la Brigada 2506 . También apareció en agosto del 2001 como encargado de relaciones con el Gobierno de los Estados Unidos del Concilio de directores del Movimiento de Recuperación Revolucionario de Miami.
Luego del escándalo Irán-Contra, Rodríguez estuvo largo tiempo alejado de la exposición pública. En 2004 fue designado presidente de la Asociación de Veteranos de la Brigada 2506, un grupo de sobrevivientes de la Invasión de Bahía de Cochinos.
Durante la campaña presidencial de 2004 Rodríguez mantuvo una opinión extremadamente crítica del candidato demócrata John Kerry, refiriéndose a él como un «mentiroso y auto-promotor» y dijo que «no debería ser presidente».
Rodríguez fue nombrado Chairman del Museo y Biblioteca Bahía de Cochinos en La Pequeña Habana, en Miami.
El jueves 24 de febrero de 2011 participó con el exilio cubano de la Noche de vigilia con velas en el "Brothers to the Rescue" Memorial de la Ciudad de Hialeah Gardens, Florida, como homenaje y apoyo al Escuadrón Civil de Aviadores "Hermanos al Rescate" y a los 4 pilotos fallecidos, luego de 15 años.

### Autobiografía
- Rodríguez, Félix I. y John Weisman. Guerrero en la sombra. New York: Simon & Schuster, 1989.
- Entrevista de Félix Rodríguez, por Jay Martínez, El Veraz, 19 de agosto de 2005

### Cuba: Che Guevara, Bahía de Cochinos, América Central
- The Castro Obsession: U.S. Covert Operations Against Cuba, 1959-1965, Don Bohning, (2005)
- Cocaine Politics: Drugs, Armies, and the CIA in Central America, PD Scott, J Marshall, (1998)
- Cuban Information Archives.
- Bay of Pigs documents GWU National Security Archives and 40th anniversary conference papers, GWU National Security Archives.
- Fabian Escalante, The Secret War: CIA Covert Operations Against Cuba, 1959-62 [1995]
- Statement of Information: Hearings Before the Committee on the Judiciary, House of Representatives. United States. Congress. House. Committee on the Judiciary. 1974. "specially trained to capture documents of the Castro government"
- Tangled Webs Vol. I - Page 73, by Gyeorgos Ceres Hatonn
- Detail Information on the Bay of Pigs Invasion — Includes maps of the Invasion and Documents.
- History of Cuba — Bay of Pigs Invasion.
- "The Panama Invasion Revisited: Lessons for the Use of Force in the Post Cold War Era", Eytan Gilboa, Political Science Quarterly, Vol. 110, No. 4 (Winter, 1995), pp. 539-562
- Cocaine Politics: Drugs, Armies, and the CIA in Central America, PD Scott, J Marshall (1998)
- PBS’s Frontline: Thirty Years of America’s Drug War: A Chronology

### Vietnam: Operación Fénix
- Douglas Valentine, The Phoenix Program (1990)
- Seymour Hersh, Cover-Up, Random House, 1972
- Long Time Passing, by Myra MacPherson, Signet, 1984
- Documents from the Phoenix Program
- Senate Review of Phoenix Program
- CIA and Operation Phoenix in Vietnam, by Ralph McGehee, ex-CIA
- Counter-Revolutionary Violence - Bloodbaths in Fact & Propaganda, by Noam Chomsky and Edward Herman
- Phoenix Program Bibliography

### Escándalo Irán-Contra
- Informe Final del Consejo Independiente sobre los asuntos Irán/Contra. Capítulo 29 (en inglés), 1993 (Informe Walsh)
- Iran-Contra's Untold Story, by Robert Parry and Peter Kornbluh, Foreign Policy, N.º 72 (otoño de 1988), pp. 3-30.

- Datos: Q639120
- Multimedia: Félix Ismael Rodríguez / Q639120